# 小畑友纪
小畑友纪（日语：小畑友紀，1962年1月9日—）出生于日本北海道，日本女漫画家，现居于北海道。

## 生平
1998年，小畑友纪荣获“小学馆新人漫画大奖”。
2002年，《我们的存在》连载刊行，刊行超过1000万部。  2006年被動畫化，2012年同名电影正式公映。
2005年，《我们的存在》荣获第50回“小学馆漫画奖”。

## 作品
- 《戀愛亞普》（きみの勝ち）（小学館、《別冊少女コミック》、1999年）- 單行本全1卷、新裝版全1卷
- 《思春單相思》（スキ キライ 好き。）（小学館、《別冊少女コミック》、2000年）- 單行本全1卷、新裝版全1卷
- 《初戀四角形》（まる三角しかく）（小学館、《別冊少女コミック》、2000年 - 2001年）- 單行本全2卷、新裝版全2卷
- 《憂鬱的紫羅蘭》（スミレはブルー）（小学館、《別冊少女コミック》、《デラックスベツコミ》、2001年 - 2002年）- 單行本全2卷、新裝完全版全2卷
- 《我們的存在》（僕等がいた）（小学館、《ベツコミ》、2002年 - 2012年）- 單行本全16卷
- 《春巡》（春巡る）（集英社、《Cookie》、2012年 - 2014年9月号休載中）- 單行本2卷